# Стефан Маневски
Стефан Маневски (на македонска литературна норма: Стефан Маневски) е виден скулптор от Република Македония.

## Биография
Роден е в 1934 година в Скопие. Следва в Художествената академия в Белград в периода 1956-1963 година. Маневски е сред доайените на Дружеството на художниците на Македония в Скопие. Автор е и на няколко монументални релефа.
Умира в Скопие в 1997 година.